# Nephrotoma alterna
Nephrotoma alterna är en tvåvingeart som först beskrevs av Walker 1848.  Nephrotoma alterna ingår i släktet Nephrotoma och familjen storharkrankar. Inga underarter finns listade i Catalogue of Life.